# 森永乳業
森永乳業株式会社（もりながにゅうぎょう、英: MORINAGA MILK INDUSTRY CO.,LTD.）は、東京都港区東新橋（汐留）に本社を置く、日本の乳製品メーカーである。森永製菓とは兄弟会社の関係で、モリナガグループを形成している。コーポレートスローガンは「かがやく“笑顔”のために」。JPX日経インデックス400の構成銘柄の一つ。

## 概要
1917年（大正6年）に創設された日本煉乳株式会社を祖とし、1920年（大正9年）に森永製菓と合併して同社畜産部として発展し、事業の変遷を経て森永乳業となり、昭和前期には日本の乳業業界の最大手として君臨した。しかし、1955年（昭和30年）6月頃より「森永ヒ素ミルク中毒事件」を起こしたことで、雪印乳業に業界最大手の座を明け渡すことになった。その後、長きにわたり業界1位であった雪印乳業が2000年（平成12年）に引き起こした「雪印集団食中毒事件」と、2001年（平成13年）に雪印乳業の子会社だった雪印食品が引き起こした「雪印食品牛肉偽装事件」とグループ企業による2件の事件により、業界1位は明治乳業となり、森永乳業は2008年（平成20年）現在で業界2位（2007年3月期売上高は5782億円）となっている。

### 競合会社
競合会社として、明治乳業、雪印乳業、日本ミルクコミュニティ（メグミルク）が挙げられる。このうち明治乳業は、旧明治製糖から明治製菓とともに分離・独立した企業で、森永と同様に一つの母体から「乳業」と「製菓」に分離しており、また設立時期が近く製菓と乳業の2部門間の歴史や商品構成が類似していることから、業績面でよく比較対象として挙げられる。
なお明治乳業は、2009年（平成21年）4月に明治製菓と経営統合して明治ホールディングスを設立し、2011年（平成23年）4月に明治製菓の菓子・食品事業を継承して明治乳業は株式会社明治に、また雪印乳業と日本ミルクコミュニティも、同年10月に経営統合し、雪印メグミルクが発足した（雪印メグミルクは2011年4月に雪印乳業と日本ミルクコミュニティを吸収合併し事業会社化）。

### 森永製菓との経営統合報道
2008年（平成20年）12月に一部報道で「森永製菓と森永乳業が経営統合に向けて交渉に入った」と報道されたが、森永製菓によると、森永側が発表したものではなく事実関係もないとのことで、2010年現在もそのような動きはない 。なお2017年2月24日には、兄弟会社である森永製菓との間で2018年4月をめどに持株会社形態で経営統合すると日本経済新聞により報じられたが、1か月後に沙汰止みとなった。その後、2019年7月16日に共同通信が「森永乳業が森永製菓との経営統合を視野に諮問委員会の導入を検討している」と報じた。森永製菓は即日、「経営統合や諮問委員会の導入を検討している事実はない」と発表した。

### ロゴについて
森永牛乳のロゴでは、「永」に旧字体を用いている（上の「丶」が「一」になっており、ランドーアソシエイツによりデザインされた）。この他にも、販売商品に記されている「森永乳業（株）お客さま相談室」の一文にも同じ旧字体が使用されている。ただし、登記上は旧字体でない「永」となっている。

## 特色
乳飲料やヨーグルトをはじめ、アイスクリームやデザート商品、栄養食品などを手がける。中でも、チルド飲料の「マウントレーニア」シリーズは、1993年（平成5年）に発売されたチルドカップコーヒーの元祖と言える存在であり、チルドコーヒー市場のシェアNo.1である。主力製品の「アロエヨーグルト」は2008年（平成20年）現在、累計44億個を販売。2008年度のモンドセレクションで金賞を受賞した。
デザート事業も好調であり、アイスクリーム部門ではユニリーバと提携した「エスキモー（Eskimo）」ブランドで多様な製品を世に送り出し、現在業界の先端を走っているが、2010年に森永ブランドの価値向上を目的として「エスキモー」ブランドを廃止、同年度下半期以降の製造・発売品を順次森永ブランド（Mマーク・Morinaga）へ置き換えている。兄弟会社の森永製菓も森永乳業とは別にアイスクリームを発売している。

## 沿革
- 1917年（大正6年）9月1日 - 東京府東京市芝区（現在の東京都港区）に日本煉乳株式会社を設立。
- 1919年（大正8年）- 富士煉乳株式会社、駿東煉乳株式会社と合併。
- 1920年（大正9年）7月20日 - 森永製菓株式会社と合併し、畜産部とする。
- 1927年（昭和2年）
  - 4月 - 「森永コーラス」を発売。
  - 9月 森永製菓株式会社煉乳部を分離し、森永煉乳株式会社設立。
- 1929年（昭和4年）12月 - 「森永牛乳」を発売。
- 1933年（昭和8年）9月 - 「森永チーズ」を発売。
- 1937年（昭和12年）7月 -「森永ヨーグルト」を発売。
- 1941年（昭和16年）5月 - 森永煉乳株式会社を森永乳業株式会社（初代）に改称。
- 1942年（昭和17年）10月 - 森永製菓株式会社と合併。
- 1943年（昭和18年）11月 - 森永製菓株式会社を森永食糧工業株式会社に改称。
- 1947年（昭和22年）6月 - 「森永アイスクリーム」を発売。
- 1949年（昭和24年）
  - 4月13日 - 森永食糧工業株式会社乳業部を分離し、森永乳業株式会社（2代目・現法人）として独立する。
  - 森永食糧工業株式会社乳業部門が分離し、森永乳業株式会社に譲渡される。
- 1954年（昭和29年）9月 - 東京証券取引所に株式を上場。
- 1955年（昭和30年）8月 - 森永ヒ素ミルク中毒事件を引き起こしたことにより企業イメージを著しく失墜させる。これにより業界トップの座から転落、長らく雪印乳業・明治乳業に次ぐ業界3番手に甘んじることとなる。
- 1961年（昭和36年）
  - 4月 - 「クリープ」を発売。
  - 11月 - 創業者・松崎半三郎が死去。
- 1967年（昭和42年）10月 - 森永商事株式会社より乳製品販売部門を譲渡される。
- 1971年（昭和46年） - 米国サンキスト・グローワーズ社と商標契約。
- 1974年（昭和49年）4月 - 財団法人ひかり協会設立。
- 1975年（昭和50年）- ブランドマークをランドーアソシエイツ製作の「M」に変更。それまでは森永製菓と同じエンゼルのマークを使用していた。
- 1978年（昭和53年）-「森永ビヒダスヨーグルト」を発売。
- 1979年（昭和54年）3月 - オランダ・ユニリーバ社と技術提携、アイスクリームブランド「Eskimo（エスキモー）」立ち上げ。
- 1981年（昭和56年）4月 - パック入飲料「ピクニック」発売開始。
- 1985年（昭和60年）- Morinaga Nutritional Foods, Inc.（米国）を設立。
- 1993年（平成5年）- 低リンミルクL.P.Kが特定保健用食品の第1号として厚生省から許可を受ける。
- 1994年（平成6年）- 中国・黒龍江省・ハルビン市に合弁会社のハルビン森永乳品有限公司を設立。
- 1996年（平成8年）- アロエヨーグルトがSIAL（パリ国際食品見本市）で金賞受賞。
- 1997年（平成9年）- 門前貢前社長が勲三等瑞宝章を受章。
- 2000年（平成12年）- 雪印集団食中毒事件によって雪印乳業の企業イメージが著しく失墜。同社が業界トップから転落した結果、業界2位に浮上。
- 2002年（平成14年）-「消費者志向優良企業」として経済産業大臣表彰を受賞。
- 2006年（平成18年）- 大野晃会長が旭日中綬章を受章。
- 2008年（平成20年） アロエヨーグルトが2008年モンドセレクション金賞受賞。（なお、2009年も金賞を連続受賞）
- 2010年（平成22年）10月 - エスキモーブランド廃止。既存製品は順次森永乳業ブランドに変更。
- 2017年（平成29年）2月 - 日本経済新聞により、兄弟会社である森永製菓との間で2018年4月をめどに持株会社形態で経営統合すると報じられた。もっとも3月には取り止めが決まる。
- 2022年（令和4年）3月 - 14日から18日にかけて、首都圏4都県132か所の幼稚園・保育園に通う3 - 5歳の3万人に、「森永牛乳 (200ml)」を無償提供[6]。
- 2024年（令和6年）3月11日 - 森永プラザビル建て替えに伴い、本社・本店を汐留シティセンターに移転[7]。

## 歴代社長
太野晃までは『日本官僚制総合事典 : 1868-2000』による。
日本煉乳
- 松崎半三郎：1917年9月 - 1920年7月
- 森永太一郎：1920年7月 - 1927年9月

森永煉乳
- 森永太一郎：1927年9月 - 1935年4月
- 松崎半三郎：1935年4月 - 1941年5月

旧森永乳業
- 松崎半三郎：1941年5月 - 1946年5月
- 森永太平：1946年5月 - 1949年4月

森永乳業
- 松崎半三郎：1949年4月 - 1952年4月
- 森永太平：1952年5月 - 1956年5月
- 大串松次：1956年5月 - 1960年5月
- 大野勇：1960年5月 - 1974年6月
- 稲生平八：1974年6月 - 1979年6月
- 門前貢：1979年6月 - 1985年6月
- 大野晃：1985年6月 - 2003年
- 古川紘一：2003年 - 2012年6月
- 宮原道夫：2012年6月 - 2021年6月
- 大貫陽一：2021年6月 - （現職）

## 事業所

### 工場
- 佐呂間工場（北海道常呂郡佐呂間町）
- 別海工場（北海道野付郡別海町）

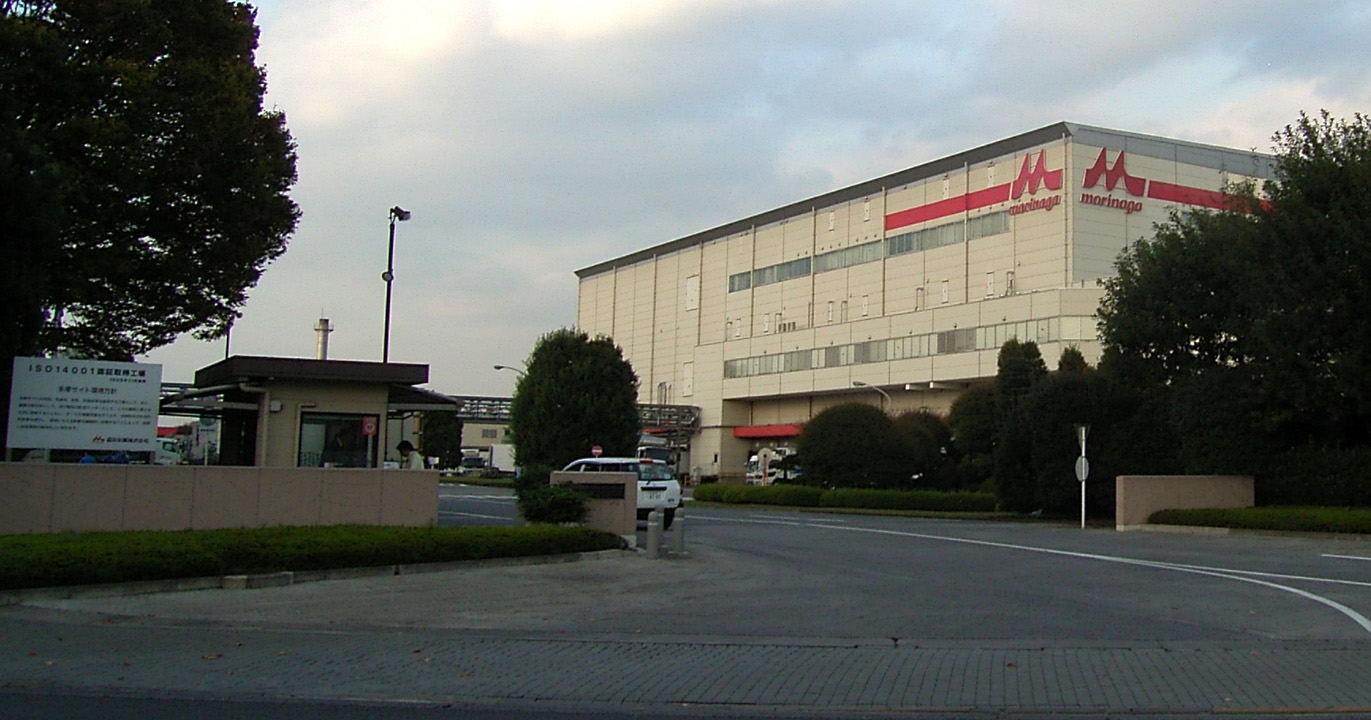
森永乳業・東京多摩工場（多摩サイト）

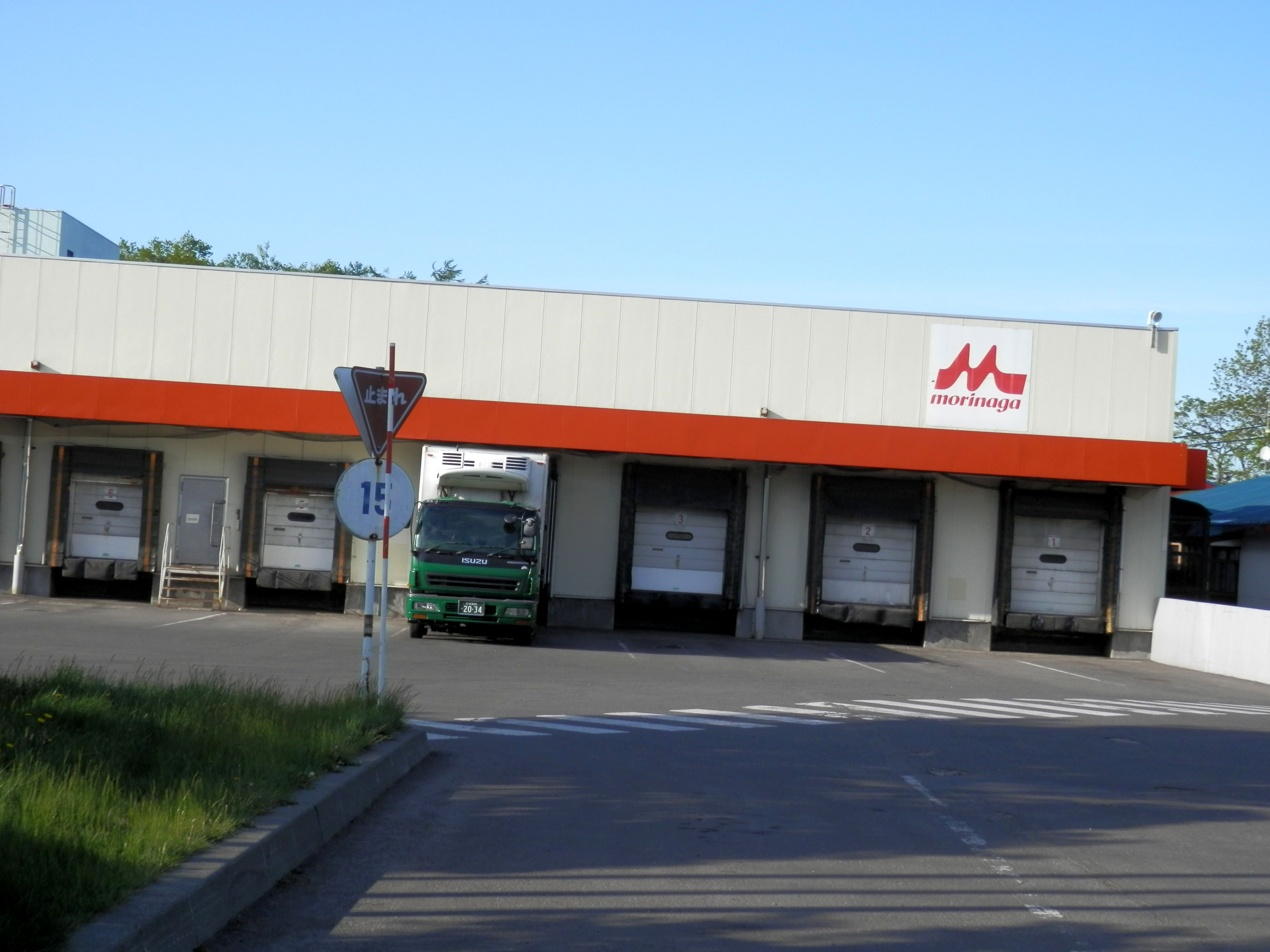
北海道恵庭市札幌工場

- 札幌工場（北海道恵庭市） - 2013年4月閉鎖
- 盛岡工場（岩手県盛岡市）
- 福島工場（福島市）
- 利根工場（茨城県常総市）
- 東京工場（東京都葛飾区） - 2021年3月閉鎖[9]
- 東京多摩工場（多摩サイト、東京都東大和市）★
- 大和工場（東京都東大和市）
- 村山工場（東京都東大和市）
- 松本工場（長野県松本市）
- 富士工場（静岡県富士宮市）
- 中京工場（愛知県江南市）★
- 近畿工場（兵庫県西宮市） - 2019年12月閉鎖[9]
- 神戸工場（神戸市灘区）★

★のついている工場は見学を行っている（事前申し込みが必要）。

### 研究・開発施設
- 研究・情報センター（神奈川県座間市）
  - 食品総合研究所 - 牛乳やチーズ、ヨーグルト、アイスクリームなどの乳製品を中心とした食品の開発
  - 栄養科学研究所 - ドライミルク、医療の現場で活躍する高栄養流動食などの研究・開発
  - 食品基盤研究所 - プロバイオティクスや乳由来多機能蛋白質ラクトフェリンといった物質の研究、さまざまな機能成分の探索研究等

## 関連会社

### 日本国内
- 森永製菓株式会社 - 兄弟会社。森永乳業の株式の約10%を保有している。
- 株式会社クリニコ（東京都目黒区） - 森永乳業100%出資の流動食販売会社。食品タイプ医療食の分野でトップクラスのシェア。
  - 森永リブウエル事業部
- 森永エンジニアリング株式会社（東京都港区）
- 株式会社森永乳業ビジネスサービス（東京都港区芝）
- 森永乳業販売株式会社（東京都港区芝浦）
- 森永乳業北海道株式会社（札幌市中央区）
- 森永乳業九州株式会社（福岡市博多区）
- 森永酪農販売株式会社（東京都港区芝浦）
- 株式会社フリジポート（東京都千代田区神田小川町）
- 株式会社サンフコ（東京都千代田区）
- 株式会社東京デーリー（東京都江東区）
- 株式会社森乳サンワールド（東京都品川区西五反田）
- 北海道保証牛乳株式会社（北海道小樽市）
- 十勝浦幌森永乳業株式会社（北海道十勝郡浦幌町）
- 東北森永乳業株式会社（仙台市宮城野区）
- 日本製乳株式会社（山形県東置賜郡高畠町）
- 横浜森永乳業株式会社（神奈川県綾瀬市）
- エムケーチーズ株式会社（神奈川県綾瀬市）
- JA神奈川経済連（神奈川県）
- 冨士森永乳業株式会社（静岡県駿東郡長泉町）
- 森永北陸乳業株式会社（福井県福井市）
- 広島森永乳業株式会社（広島市安佐北区）
- 熊本森永乳業株式会社（熊本市東区鹿帰瀬町）
- 球磨酪農業協同組合（熊本県球磨郡相良村）
- 沖縄森永乳業株式会社（沖縄県中頭郡西原町）

以下は解散
- 井村屋乳業（2005年3月付で井村屋製菓に吸収合併・会社解散）
- 新潟乳工業（2006年10月付で清算結了）
- 日酪（2008年9月付で会社解散・清算）
- 森永宮崎乳業（2009年3月付で会社解散・清算）
- ミック（2011年4月付で森永酪農販売に吸収合併）
- 九州森永乳業（2011年10月付で会社解散・清算）
- 清水乳業株式会社（2014年3月付で会社解散）
- 株式会社ナポリアイスクリーム（2025年3月付で会社解散・清算）

### 日本国外
- モリナガ・ニュートリショナル・フーズ - アメリカでの森永乳業の現地法人
- ミライ（ドイツ）
- ハルピン森永（中国）

### 事業提携
- KRAFT（日本法人）
- Lipton
- Emmi
- Sunkist
- Fauchon（Fr）

## 主力製品

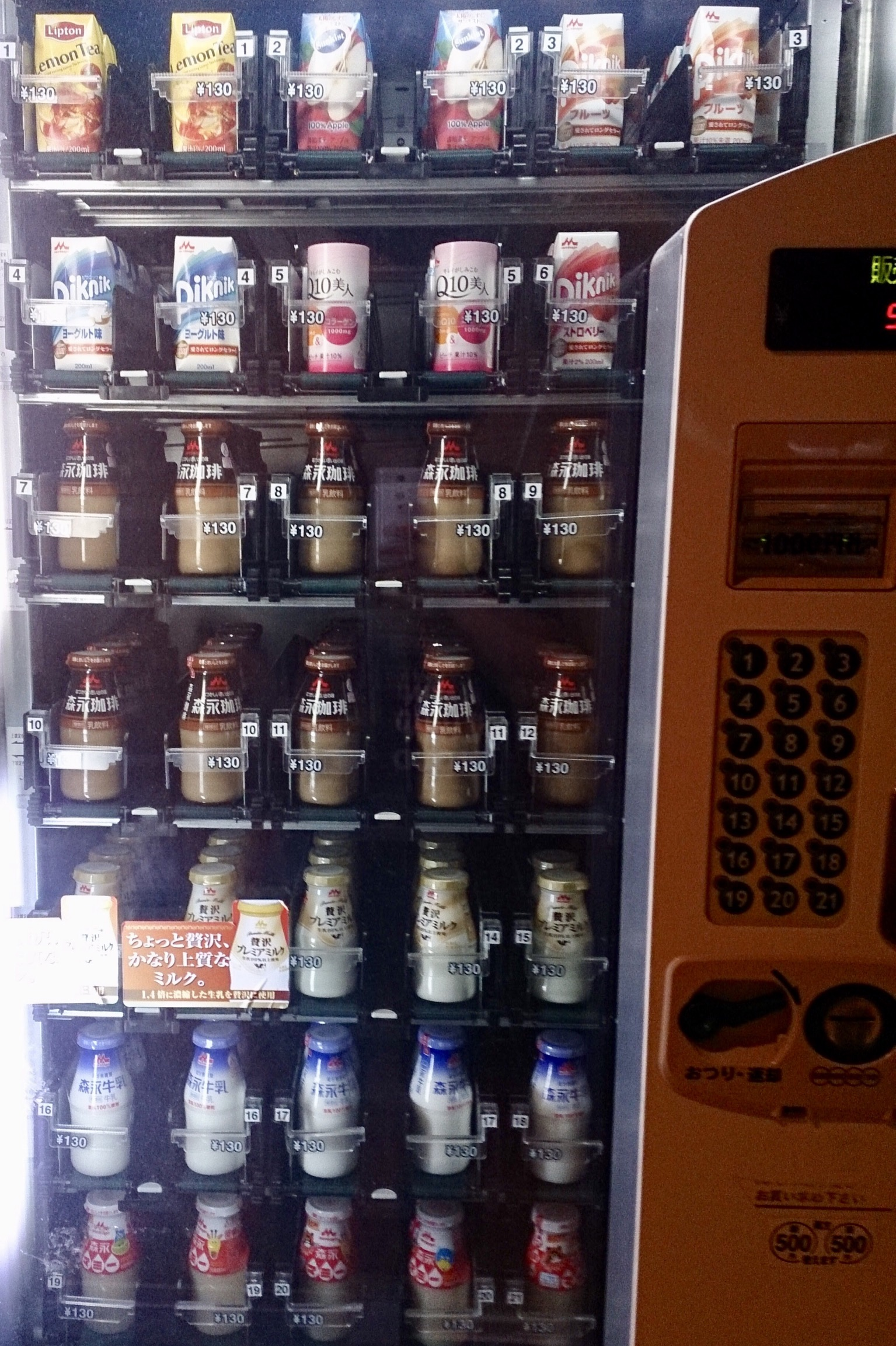
自動販売機で販売される製品群

### 飲料
- 森永のおいしい牛乳
- 森永ココア - 森永製菓から発売の同商品とコラボレーション。
- 森永マミー[10]
- 森永ピクニック
- 森永ヨーゴ
- あじわい便り - 「第三の牛乳」と呼ばれる新ジャンルの牛乳風乳飲料。
- PREMiL Blue（プレミル ブルー） - 上記の「あじわい便り」同様、「第三の牛乳」と呼ばれる新ジャンルの牛乳風乳飲料に属する製品だが乳由来のプロテイン・カルシウム分を大幅に強化した機能系飲料となっている。
- Sunkist[注 3]
- 森永ホモ牛乳（生産終了） - 日本初のホモジナイズド（均質化処理）牛乳として1952年に発売。マスコットキャラクターに太陽をイメージした「ホモちゃん」を起用して、テレビ・ラジオ・新聞などで大々的な宣伝を展開した。生産終了後もホモちゃんマークは牛乳プリンなどに受け継がれている[11]。

#### チルド飲料
- マウントレーニアシリーズ
- リプトンティーシリーズ[注 4]

### 乳製品（ヨーグルト）
- アロエヨーグルト - 2008年、2009年、モンドセレクション「金賞」連続受賞。

味わいを再現したアイスバーが、マルチパックタイプで新たに2022年全国発売。
- ビヒダスヨーグルトシリーズ
- ヨーグルト用フルーツソース - 旧森乳ラボラトリーズ（現：クリニコ）からの導入品で、導入後暫くも同社が製造していた。
- トリプルヨーグルト ‐ 日本食糧新聞社制定の第38回食品ヒット大賞にて「優秀ヒット賞」を受賞

### デザート
- タニタ食堂(R)監修デザート - 計測器の大手メーカー・タニタとの共同開発。

#### プリン
- 森永の焼プリン
- 森永牛乳プリン
- 森永なめらかカスタードプリン4個パック（2023年4月発売）[13]
- おいしい低糖質プリンカスタード4個パック（2023年4月18日発売）
- 森永プリン（3連は製造終了）
- たっぷりプリン（製造終了）
- プティポ とろふわプリン [注 5](2005年発売、製造終了)
- 森永バナナプリン - 黄色いパッケージの猿のイラストが特徴。16パターン製作された（1990年代末期）
- 森永ミルクキャラメルプリン - 森永製菓から発売の同商品とコラボレーション。製菓と共同開発（1990年代末期）。2013年、森永ミルクキャラメル100周年記念で販売。[14]
- 森永ホットケーキ風プリン（2017年）[15]

#### ゼリー
- フルーツゼリー（3種類3連パック）→とろけるゼリー（2種類4パック）
- ドラえもんゼリー

### アイスクリーム
旧・Eskimo（エスキモー）ブランド
- Pino
- MOW
- ビエネッタ
- PARM（パルム）
- チェリオ
- 森永 れん乳
- 栗入りあずきモナカ
- 味わいソフト

過去に発売された商品
- ダブルソーダ
- 100円みぞれ[16]
- 蜜と雪（2018年6月～2021年3月）

### ドライフード
- クリープ
- スキムミルク
- 森永ミルク（加糖練乳）

### チーズ&バター
- KRAFT Foods（クラフト）チーズ（モンデリーズ・インターナショナルと提携。合弁会社のエムケーチーズが製造）

### 豆腐
「森永の絹ごしどうふ」の名称で、日本国内を始め北米でも展開。1979年（昭和54年）に開発された長期保存できる無菌包装パックは、日本では零細企業を圧迫する存在として受け入れられず、アメリカで立ち上げた現地法人がマイナス（当時、豆腐は不人気食品ナンバーワンであった）から開拓して全米に普及させた。北米市場では3位で、コンビニエンスストアでも販売されているが、日本国内では中小企業事業分野調整法によって店頭販売がほぼ不可能なため、原則として公式サイトまたは最寄の森永牛乳販売店から購入を申し込み（1ケース6丁から）、販売店からの宅配で入手する形となる。

## 広告活動

### 放送番組提供・CM
森永は特に森永ヒ素ミルク中毒事件の影響もあってか、長らくスポンサークレジットは自粛し、提供番組も非常に少なかった（PT扱い）。しかし2009年4月よりクレジットを再開し、以降多くの番組への提供を開始。かなりのCM出稿をしている。
テレビCMでは、番組によって、ロゴマークであるMの文字を頭に冠した「M 森永乳業」表示と社名のみの「森永乳業」とスポンサークレジットを分けている。また、過去には「ビビダスヨーグルト」とスポンサークレジットを出した番組もあった。また、ADK（および、子会社のNAS）が広告代理を担当しているアニメ・特撮番組でも、PT扱いで不定期に放送されることがある。
2011年3月11日に発生した東日本大震災の影響により、翌4月まで一切の広告活動を自粛、提供番組はACジャパンに差し替えていた。5月から広告を再開すると同時にCM最後にサウンドロゴが入れられるようになった。

#### テレビ
日本テレビ系
- なし

TBS系
- なし

フジテレビ系
- なし

テレビ朝日系
- なし

テレビ東京系
- シナぷしゅ（隔日提供。番組限定のコラボCMを放送。）

#### ラジオ
- ロンハールーム（2020年7月25日 - 、ラジオ関西、土曜25:00 - 26:00）

#### 過去の提供番組
テレビ
- エンゼルのいる星 〜あなたの一番たいせつなもの〜（日本テレビ・BS日テレ）※森永グループ（森永製菓と共同）提供
- 午後は○○おもいッきりテレビ→おもいッきりイイ!!テレビ（日本テレビ系列）
- スッキリ（日本テレビ系列）
- ママモコモてれび（日本テレビ）※不定（かんぽ生命と交代で提供）
- いきなり!黄金伝説。（テレビ朝日系列）
- ミュージックステーション（テレビ朝日系列）
- 新諸国物語 紅孔雀（ドラマ版）（NET系列）※一社提供。
- 朝日放送・テレビ朝日金曜9時枠の連続ドラマ
- M-1グランプリ（朝日放送制作・テレビ朝日系列）
- ドラえもん（テレビ朝日系列）
- クレヨンしんちゃん（テレビ朝日系列）
- 地球発19時（毎日放送制作・TBS系列）※PT
- クイズ!!ひらめきパスワード（毎日放送制作・TBS系列）※PT（後期）
- 敏感!エコノクエスト→ご存知!平成一番人気（毎日放送制作・TBS系列）※PT
- はなまるマーケット（TBS系列）
- いっぷく!（TBS系列）
- ザ・チャンス!（TBS系列）
- スーパーダイスQ（TBS系列）
- 金曜ドラマ（TBS系列）（2010年4月 - 2021年3月）[注 7]
- マツコの知らない世界（TBS系列）（2021年4月 - 、金曜ドラマから移動。）
- 太陽の牙ダグラム（東京12チャンネル→テレビ東京系列）
- 巨神ゴーグ（テレビ東京系列）
- 笑っていいとも!（フジテレビ系列）
- バイキング (テレビ番組)（フジテレビ系列）[注 8]
- 熱血! 平成教育学院→1年1組 平成教育学院→ほこ×たて（フジテレビ系列）
- ザ・ベストハウス123（フジテレビ系列）
- VS嵐→VS魂（フジテレビ系列）
- めざましどようび（フジテレビ系列）
- 情報プレゼンター とくダネ!（フジテレビ系列）
- BBC地球伝説（BS朝日、水曜20:00 - 20:54）

ラジオ
- ビヒダス・レディオ・ハイスクール（FMヨコハマ、FM AICHI、FM OSAKA）
- ヒーリング・ヴィーナス（TOKYO FM、@FM、FM OH!）
- 坂本美雨のディア・フレンズ（TOKYO FM・JFN系列）

#### CM出演者
- 菅田将暉 -　マウントレーニア（2023年3月 -　）

### 命名権
2010年6月1日、渋谷プライム（SHIBUYA109の隣に立地）6階のライブハウス「SHIBUYA ENTERTAINMENT THEATER PLEASURE PLEASURE（プレジャープレジャー）」のネーミングライツ（命名権）を取得、「Mt.RAINIER HALL（マウントレーニアホール）」に改称した。ネーミングライツ契約を締結するのはこれが初めてで、契約期間は3年間（2013年5月31日まで）。同社がCM提供するドラマ『SPEC〜警視庁公安部公安第五課 未詳事件特別対策係事件簿〜』の制作発表会見がここで行われ、主題歌を歌うTHE RiCECOOKERSもライブを行った。

### スポーツ
- 樋口久子 森永レディス - 2014年に冠協賛（森永製菓と共同）。
- 全日本F3000選手権・フォーミュラニッポンに参戦するノバ・エンジニアリングを1990年代にスポンサードし、レースシーンがCMにも登場したピクニックやサンキスト、リプトンのブランドをPRしていた。

## 不祥事・事件・問題
- 森永ヒ素ミルク中毒事件
- グリコ・森永事件 - 脅迫対象は森永製菓だが、森永乳業も脅迫状の送り先にされるなど巻き添えを食らった。